# William Yiampoy
William Yiampoy (né le 17 mai 1974 à Emarti) est un athlète kényan, spécialiste du 800 mètres.

## Biographie
Il co-détient le record du monde du relais 4 × 800 mètres depuis le 25 août 2006.

### Palmarès
| Date | Compétition                     | Lieu        | Résultat | Performance   |
| ---- | ------------------------------- | ----------- | -------- | ------------- |
| 2001 | Championnats du monde           | Edmonton    | 4e       | 1 min 44 s 96 |
| 2001 | Goodwill Games                  | Brisbane    | 1er      | 1 min 46 s 49 |
| 2002 | Championnats d'Afrique          | Radès       | 2e       | 1 min 45 s 79 |
| 2004 | Championnats du monde en salle  | Budapest    | 5e       | 1 min 46 s 88 |
| 2004 | Championnats d'Afrique          | Brazzaville | 1er      | 1 min 45 s 36 |
| 2005 | Championnats du monde           | Helsinki    | 3e       | 1 min 44 s 55 |
| 2005 | Finale mondiale de l'athlétisme | Monaco      | 4e       | 1 min 47 s 20 |
| 2006 | Finale mondiale de l'athlétisme | Stuttgart   | 4e       | 1 min 47 s 34 |

### Records
| Épreuve    | Épreuve      | Performance   | Lieu      | Date             |
| ---------- | ------------ | ------------- | --------- | ---------------- |
| 800 mètres | En plein air | 1 min 42 s 91 | Rieti     | 8 septembre 2002 |
| 800 mètres | En salle     | 1 min 45 s 80 | Stuttgart | 31 janvier 2004  |